# Drosophila apicespinata
Drosophila apicespinata är en tvåvingeart som beskrevs av Zhang och Gan 1986. Drosophila apicespinata ingår i släktet Drosophila och familjen daggflugor. Inga underarter finns listade i Catalogue of Life.
Artens utbredningsområde är provinsen Yunnan i Kina.